# Jean-Antoine de Blou de Chadenac
Jean Antoine de Blou de Chadenac, né le 8 mai 1737 à Thueyts (Ardèche), mort le 27 juin 1793  à Mayence (Électorat de Mayence), est un général français de la révolution.

## États de service
Il entre en service comme lieutenant au régiment de Picardie en 1746. Il est fait chevalier de Saint-Louis en 1771, et il reçoit son brevet de colonel du 51e Régiment d’infanterie le 25 juillet 1791, puis du 3e Régiment d’infanterie le 21 octobre 1791.
Il est promu général de brigade le 27 mai 1792 et sert à Landau puis à l’Armée du Rhin où il participe à la prise de Spire le 30 septembre 1792.
Il est affecté à Mayence en janvier 1793 et il est élevé au grade de général de division le 27 mai 1793. Il est tué par une bombe dans la cour du quartier général de Mayence, le 27 juin 1793.

## Sources
- (en) « Generals Who Served in the French Army during the Period 1789 - 1814: Eberle to Exelmans »
- http://dagos.org/blou-precis.htm
- Jacques Charavay, Les généraux morts pour la patrie, 1792-1871 : notice biographiques, Au siège de la société, 1893, 160 p. (lire en ligne), p. 8.